# Erich Przywara
Erich Przywara (12 d'octubre de 1889, Katowice, Imperi Alemany - † 28 de setembre de 1972, Murnau am Staffelsee, Alemanya) fou un teòleg i filòsof alemany jesuïta, conegut sobretot per les seves reflexions sobre l'analogia de l'ésser i pel seu impacte en la teologia contemporània, tant catòlica com protestant.

Przywara fou membre de la Companyia de Jesús, feu el noviciat entre el 1908 i el 1910. Entre el 1910 i el 1921 feu els estudis usuals de l'orde, tot estudiant teologia i filosofia, amb un període d'ensenyament de música a l'escola Stella Matutina a Feldkirch. Fou ordenat sacerdot el 1920. Entre el 1922 i el 1941 fou membre del consell de redacció de la revista jesuïta Stimmen der Zeit a Múnic, fins que la revista fou tancada pel règim nazi. Durant la Segona Guerra Mundial es limità a la cura pastoral de les persones, i després es retirà a Hagen bei Murnau, on escrigué la resta de les seves obres. Fou amic personal d'Edith Stein, filòsofa i teòloga jueva convertida al Catolicisme i carmelita descalça.

## Pensament
El pensament de Przywara està centrat en el problema de Déu, el qual és pensat com un misteri i polaritat. Déu és proper a l'ésser humà, però alhora és un misteri transcendent. La seva obra més important fou Analogia Entis, que explora les relacions entre l'ésser de Déu i l'ésser de les criatures. L'analogia de l'ésser subratlla en la línia del Concili del Laterà IV, que com més gran és la semblança entre el Creador i les criatures, més gran és la seva desemblança.
Les seves posicions sobre l'analogia foren rebutjades pel teòleg protestant Karl Barth, qui assenyala que Déu només pot ser conegut vertaderament en l'acte de la seva revelació.

## Publicacions
- Gottgeheimnis der Welt. Drei Vorträge über die geistige Krisis der Gegenwart, München, 1923
- Religionsphilosophie katholischer Theologie. In: Handbuch der Philosophie. Hg. v. A. Baeumler u. M. Schröter, Abteilung II, S. 1-104. 1927
- Ringen der Gegenwart, 2 Bde. 1929.
- O großer König, Jesu Christ; in einigen Diözesen bekanntes Kirchenlied (z. B. Osnabrück GL 931); 1931.
- Analogia entis 1932
- Heroisch; Paderborn/Wien/Zürich, 1936
- Thomas von Aquin, Ignatius von Loyola, Friedrich Nietzsche[Enllaç no actiu]. In: Zeitschrift für Aszese und Mystik 11 (1936), 257-295.
- Alter und Neuer Bund. Theologie der Stunde; Wien und München, 1956.